# 米地文夫
米地 文夫（よねち ふみお、1934年 - 2019年4月13日）は、日本の地理学者、岩手県立大学名誉教授、ハーナムキヤ景観研究所所長。本来の専門は地形学であり、この方面で数多くの論文、報告書を発表しているが、人文地理学にも関わる論文も多く、特に宮沢賢治作品の地理学的背景について様々な提起を行なうとともに、花巻市において、賢治作品を活かしたまちづくりの運動を展開した。

## 経歴
宮城県生まれ。
1957年、東北大学理学部を卒業した。
山形大学、東北大学で助教授を務めた後、岩手大学教授となった。
この間、1979年、「最上川流域の地形構造に関する研究」により、東北大学から理学博士を取得した。
岩手大学退職後、1998年に新設された岩手県立大学総合政策学部の教授となり、2005年に退任し、名誉教授となった。

## 研究
米地は、1888年の磐梯山噴火について、1980年代を中心に新たな史料の掘り起こしなどを行ない、それまでの通説とは異なり、この噴火が大規模な爆発ではなく、小規模な水蒸気爆発とそれによって引き金を引かれた多段階的な山体崩壊であったとする「多段階崩壊仮説」を提示した。一連の研究成果は、2006年に『磐梯山爆発』にまとめられた。
1990年代以降、米地は、志賀重昂『日本風景論』（1894年）を批判的に検討する、共著を含めた一連の論文を発表し、その政治性を検討するとともに、富士山の美についての数学的言及に剽窃が含まれていることを具体的に指摘した。
また、同時期からは、宮沢賢治に関する論文も継続的に発表しており、作品中の架空の事物と、現実の地理的事象との結び付きについて様々な仮説を提起している。

## おもな著書
- 磐梯山爆発、古今書院（シリーズ日本の歴史災害 第4巻）、2006年
- 「銀河鉄道の夜」解体新書：「楽しさ」「優しさ」「明るさ」を探る、高喜書房、2013年

## 論文
- 米地文夫「尾花沢盆地の地形」『山形大学紀要 自然科学』第5巻第1号、山形大学、1960年3月、89-100頁、ISSN 05134692、NAID 110000354932。
- 米地文夫「庄内・赤川扇状地附近の地形:庄内平野の地形学的研究 (第1報)」『東北地理』第14巻第1号、東北地理学会、1962年、1-6頁、doi:10.5190/tga1948.14.1、ISSN 0387-2777、NAID 130001077598。
- 米地文夫「最上川中流部における窄入曲流の発達」『山形大学紀要 自然科学』第5巻第4号、山形大学、1963年3月、901-912頁、ISSN 05134692、NAID 110000354980。
- 加藤武雄, 米地文夫「鳥ノ海火口湖の湖沼学的研究」『東北地理』第17巻第1号、東北地理学会、1965年、36-40頁、doi:10.5190/tga1948.17.36、ISSN 0387-2777、NAID 130001077385。
- 米地文夫, 菊池強一「尾花沢軽石層について」『東北地理』第18巻第1号、東北地理学会、1966年、23-27頁、doi:10.5190/tga1948.18.23、ISSN 0387-2777、NAID 130001077250。
- 米地文夫「噴火以前の磐梯山の地形復元」『地学雑誌』第97巻第4号、東京地学協会、1988年、317-325頁、doi:10.5026/jgeography.97.4_317、ISSN 0022-135X、NAID 110000380114。
- 米地文夫, 大木俊夫, 秋山政一「磐梯山1888年噴火開始時点をめぐる諸問題:時刻・地点・噴煙高度」『東北地理』第40巻第3号、東北地理学会、1988年、157-170頁、doi:10.5190/tga1948.40.157、ISSN 0387-2777、NAID 130001074517。
- 米地文夫「絵画資料の分析による小磐梯山山頂の旧形と1888年噴火経過の再検討」『東北地理』第41巻第3号、東北地理学会、1989年、133-147頁、doi:10.5190/tga1948.41.133、ISSN 0387-2777、NAID 110000283709。
- 米地文夫「磐梯山1888年噴火に前兆的現象や予言的風説はあったか」『東北地理』第42巻第2号、東北地理学会、1990年、111-118頁、doi:10.5190/tga1948.42.111、ISSN 0387-2777、NAID 130001074271。
- 米地文夫「北海道のアナストモージング河道とその消失時期」『北海道地理』第1990巻第64号、北海道地理学会、1990年、15-21頁、doi:10.14917/hgs1959.1990.15、ISSN 0285-2071、NAID 130001935209。
- 米地文夫「磐梯山噴火と地学の"英雄時代"」『地學雜誌』第100巻第1号、東京地学協会、1991年2月、183頁、doi:10.5026/jgeography.100.183、ISSN 0022135X、NAID 10004724941。
- 米地文夫「磐梯山1888年噴火をめぐる論争とその学史的意義」『岩手大学教育学部研究年報』第52巻第2号、岩手大学教育学部、1992年、41-50頁、doi:10.15113/00011650、ISSN 0367-7370、NAID 110000109079。
- 米地文夫「「北上山地」の呼称に関するターミノロジイ--地理教育における自然地理用語と自然地域名の問題-2-」『岩手大学教育学部研究年報』第53巻第1号、岩手大学教育学部、1993年、167-182頁、doi:10.15113/00011612、ISSN 0367-7370、NAID 110000109111。
- 米地文夫「地理教育の場への自然地域名「奥羽山脈」の定着過程--地理教育における自然地理用語と自然地域名の問題-3-」『岩手大学教育学部研究年報』第53巻第2号、岩手大学教育学部、1993年、119-138頁、doi:10.15113/00011622、ISSN 0367-7370、NAID 110000109121。
- 今泉芳邦, 米地文夫「地名の社会学的研究序説--社会科教育と関わって」『岩手大学教育学部研究年報』第54巻第1号、岩手大学教育学部、1994年、45-54頁、doi:10.15113/00011566、ISSN 0367-7370、NAID 110000109132。
- 米地文夫「日本人の抱く「ゴビ」desertのイメージ--その地理教育との関係をめぐって」『岩手大学教育学部研究年報』第54巻第3号、岩手大学教育学部、1994年、41-58頁、doi:10.15113/00011594、ISSN 0367-7370、NAID 110000109165。
- 米地文夫, 藤原隆男, 今泉芳邦「近代国家形成過程における地名「東北」--明治中期の用例とその社会科教育との関係」『岩手大学教育学部研究年報』第55巻第1号、岩手大学教育学部、1995年、145-163頁、doi:10.15113/00011551、ISSN 0367-7370、NAID 110000109179。
- 米地文夫, 今泉芳邦, 藤原隆男「新聞・雑誌名「東北」にみる明治期の東北地域観」『岩手大学教育学部研究年報』第57巻第2号、岩手大学教育学部、1997年、55-72頁、doi:10.15113/00011519、ISSN 0367-7370、NAID 110000109213。
- 米地文夫「磐梯山1888年噴火の際,中の湯付近で何が起こったか--目撃者鶴巻良尊の証言と関連資料にみる被災と避難行動」『総合政策』第3巻第1号、岩手県立大学総合政策学会、2001年7月、25-42頁、ISSN 13446347、NAID 110000967263。
- 米地文夫「アタラ山(アトラス山脈)と日本人 : 蘭学者の聖山から観光客が越える山脈へ」『季刊地理学』第56巻第2号、東北地理学会、2004年7月、110-114頁、doi:10.5190/tga.56.110、ISSN 09167889、NAID 10012800150。
- 島田直明, 米地文夫「宮沢賢治の作品に描かれたカラマツ林の景観 : 北原白秋の詩との比較」『総合政策』第7巻第2号、2006年3月、119-131頁、ISSN 1344-6347、NAID 110006198614。
- 米地文夫「銀河鉄道の「鳥捕り」狐仮説からみた宮沢賢治の重層的世界」『総合政策』第10巻第1号、岩手県立大学総合政策学会、2008年12月、15-34頁、ISSN 13446347、NAID 110008748738。
- 米地文夫「太平洋は当初「大平洋」であった? : 「大」間違いか「大」正解か」『季刊地理学』第61巻第4号、東北地理学会、2010年1月、239-244頁、doi:10.5190/tga.61.239、ISSN 09167889、NAID 10026186850。
- 三浦修, 米地文夫「三陸海岸における術語「リアス海岸」の受容とその変容:── 津波常習地から観光の国立公園へ ──」『季刊地理学』第67巻第3号、東北地理学会、2015年、200-207頁、doi:10.5190/tga.67.3_200、ISSN 0916-7889、NAID 130005119570。
- 米地文夫「宮沢賢治の反戦童話「烏の北斗七星」」『総合政策』第19巻、岩手県立大学総合政策学会、2018年3月、19-35頁、ISSN 1344-6347、NAID 120006472883。